# XGBoost
XGBoost(eXtreme Gradient Boosting)는 C++, 자바, 파이썬, R, 줄리아, 펄, 스칼라의 정규화를 제공하는 오픈 소스 소프트웨어 라이브러리이다. 리눅스, 마이크로소프트 윈도우, macOS에서 동작한다.
기계 학습 대회의 수많은 우승 팀들의 알고리즘 선택으로 인해 많은 인기와 집중을 받았다.